# NGC 3248
NGC 3248 (другие обозначения — UGC 5669, MCG 4-25-20, ZWG 124.24, PGC 30776) — линзообразная галактика (S0) в созвездии Льва.
Этот объект входит в число перечисленных в оригинальной редакции «Нового общего каталога».
Галактика имеет десять слабых спутников. В центральной области NGC 3248 находится много газа, как ионизированного, так и нейтрального. Центральные области богаче металлами, чем диск.